# Матвійчук Валерій Костянтинович
Валерій Костянтинович Матвійчук (3 червня 1951 — 25 березня 2024) — український правник, доктор юридичних наук, професор, Заслужений працівник народної освіти України, Відмінник освіти України, стипендіат державної стипендії для видатних діячів науки, освіти, культури і мистецтва, охорони здоров’я, фізичної культури і спорту та інформаційної сфери, академік Національної академії наук вищої освіти України, професор кафедри кримінального права, процесу та криміналістики Київського інституту інтелектуальної власності та права Національного університету «Одеська юридична академія».

## Життєпис
В 1984 році захистив кандидатську дисертацію на тему: «Борьба с получением незаконного вознаграждения от граждан за выполнение работ, связанных с обслуживанием населения. Уголовно-правовой и криминологический аспекты». Продовжуючи наукову діяльність уже за часів незалежності України в 2009 році здобув науковий ступінь доктора юридичних наук, захистивши докторську дисертацію за темою: «Кримінально-правова охорона навколишнього природного середовища: проблеми законодавства, теорії та практики».
Є автором понад 400 наукових праць з проблем кримінального права, кримінології, цивільного права, господарського права та цивільного процесу. З них: двадцять п’ять монографій, вісім падручників, тридцять один навчальний посібник, дев'ять науково-практичних коментарів до Кримінального кодексу України (в співавторстві), підручник з Особливої частини кримінального права (в співавторстві). Серед наукових праць опублікований і ряд праць з цивільного та господарського права, зокрема: «Строки в цивільному праві. Навчальний посібник». «Правові основи зовнішньоекономічної діяльності. Навчальний посібник» з грифом МОН та ін.

## Монографії
- 1. Матвійчук В. К. Порушення кримінального законодавства про раціональне використання і охорону землі (питання теорії та практики): Монографія. ІНІОН АН СРСР, 1989. № 37843. 12 травня. 72 с.
- 2. Матвейчук В. К. Объективная сторона состава преступления загрязнение водных объектов: вопросы совершенствования законодательства: Монография.  ІНІОН АН СРСР, 1990. № 37843. 12 травня (библ. СССР). 144 с.
- 3. Матвійчук В. К., Сасов О. Суб’єктивні ознаки екологічних злочинів. Донецький інститут внутрішніх справ. Донецьк: Вид—во «Етнос». Монографія, 1997. 90 с.
- 4. Матвійчук В.К. Грищенко А.Г., Нікітін Ю.В. Правове регулювання цінних паперів України: Монографія. К.: ВНЗ «Національна академія управління», 2003. 917 с.
- 5. Матвійчук В. К. Кримінально-правова охорона навколишнього природного середовища (кримінально-правове та кримінологічне дослідження) : Монографія. К.: «Азімут Україна», 2005. 464 с.
- 6. Матвейчук В.К., Коняхин В.Т., Прохорова М.П. Концепция экологической политики современных государств: Поиск гармонии. Раздел 3. Монографія.  Краснодар: Кубанский государственный университет, 2010. 610 с.
- 7. Матвійчук В. К., Голуб С.А. Незаконне полювання: відповідальність, протокольна форма провадження, розслідування та запобігання : Монографія за заг. ред. канд. юрид. наук, доцента, заслуженого працівника народної освіти України В.К. Матвійчука  (з грифом МОН України). К.: КНТ, 2006. 306 с.
- 8. Матвійчук В. К., Присяжний В. М. Забруднення, засмічення, виснаження водних об’єктів: відповідальність, досудове слідство, судовий розгляд, запобігання: Монографія. Київ: КНТ, 2007. 272 с.
- 9. Матвійчук В. К. Теоретичні та прикладні проблеми кримінально-правової охорони навколишнього природного середовища : Монографія. К.: ВНЗ «Національна академія управління», 2011. 368 с.
- 10. Матвійчук В. К., Харь І.О. Забруднення атмосферного повітря: кримінальна відповідальність, досудове слідство та запобігання: Монографія. К.: ВНЗ «Національна академія управління. 2013. 272 с.
- 11. Матвійчук В. К., Чугаєнко Ю. О. Екологічна політика в системі державного управління національним господарством: Монографія. К.: ВНЗ «Національна академія управління». 2013. 198 с.
- 12. Матвійчук В. К., Чугаєнко Ю. О., Савенков О.І. Інтелектуальна власність, як джерело інноваційного розвитку національного господарства: Монографія. К.: ВНЗ «Національна академія управління. 2013. 464 с.
- 13. Матвійчук В. К., Костенко О. М., Гіда Є. О., Харь І. О. Правова система України в епоху глобалізаційного поступу [монографія]; за заг. ред. докт. юрид. наук, проф. В.К. Матвійчука. К.: ВНЗ «Національна академія управління». 2014. 486 с.
- 14. Матвійчук В. К., Костенко О. М., Гіда Є. О., Харь І. О. Актуальні проблеми кримінального права, кримінології та кримінально-виконавчого права в Україні [монографія]; за заг. ред. докт. юрид. наук, проф. В.К. Матвійчука. — К.: ВНЗ «Національна академія управління». 2014. 596 с.
- 15. Матвійчук В. К., Костенко О. М., Гіда Є. О., Харь І. О. Протидія злочинності та адаптація кримінального законодавства і права до законодавства і права Європейського союзу [монографія]; за заг. ред. докт. юрид. наук, проф. В.К. Матвійчука. — К.: ВНЗ «Національна академія управління». 2014. — 650 с.
- 16. Матвійчук В. К., Єфименко Т. І., Єрмошенко М. М, Базилевич В. Д. Фінанси інституційних секторів економіки України [монографія]; за заг. ред. Т.І. Єфименка, М.М. Єрмошенка К.: ДННУ «Акад. фін. управління», 2014. 584 с.
- 17. Матвійчук В.К., Харь І.О., Олейнічук О.М. Відповідальність за безпідставну невиплату заробітної плати, стипендії, пенсії чи інших установлених законом виплат (кримінально-правове дослідження та запобігання) [монографія]; за заг. ред. докт. юрид. наук, проф. В.К. Матвійчука. К.: ВНЗ «Національна академія управління». 2018. 457 с.
- 18. Матвійчук В.К. Актуальні проблеми кримінального права, кримінології та кримінально-виконавчого права в Україні : Монографія. С. В. Пєтков, В. К. Матвійчук, С. Ф. Денисов, О. М. Костенко [та ін.] ; За заг. ред. докт. юрид. наук, проф. В. К. Матвійчука. К. : ВНЗ «Національна академія управління», 2015. 538 с.
- 19. Матвійчук В.К. Тенденції сучасної кримінально-правової політики у сфері охорони навколишнього природного середовища: Монографія. К.: Національна академія управління, 2011. 112 с.
- 20. Матвійчук В.К., Устименко Т.В. Право інтелектуальної власності на торговельну марку. Гл. 10. Актуальні проблеми права інтелектуальної власності: Навч. Посібник. К.: ВНЗ «Національна академія управління», 2014. 352 с. (С. 196—217) (Мон.)
- Підручники:
- 21. Матвійчук В.К., Антипов В.Н., Александров Ю.В. Екологічні злочини (злочини в сфері охорони, раціонального використання, відтворення та оздоровлення навколишнього природного середовища). Кримінальне право. Особлива частина. Підручник. К.: НАВСУ — «Правові джерела», 1998. С.368 — 402. (700 с.).
- 22. Матвійчук В.К., Харь І.О., Нікітін Ю. В., Денисов С.Ф., Стрельцов Є.Л., Баранівський В.Ф. Кримінологія: Підручник. За заг. ред. В. К. Матвійчука, Ю.В. Нікітіна, С.Ф. Денисова, Є.Л. Стрельцова, В.Ф. Баранівського. 2-ге вид., перероб. та допов. К.: Національна академія управління, 2018. 500 с.
- 23. Матвійчук В.К. Харь І.О. Глава. 35. Договір туристичних послуг. Цивільне право України: підручник : Київський інститут інтелектуальної власності Національного ун-ту «Одеська юридична академія».  К. 2021.
- 24. Матвійчук В.К. Харь І.О. Соціально-правова обумовленість кримінально-правової заборони, передбаченої ст. 176 КК. Загальні засади охорони Інтелектуальної власності. Підручник. За заг. ред. доктора юрид. наук., професора Шишки Р.Б. Київський інститут інтелектуальної власності та права Національного Університету «Одеська юридична академія» м. Київ, 2021.
- 25. Матвійчук В.К. Харь І.О. Порушення прав на винахід, корисну модель, промисловий зразок, топографію інтегральної мікросхеми, сорт рослин, раціоналізаторську пропозицію: кримінально-правова характеристика. Загальні засади охорони Інтелектуальної власності. Підручник. За заг. ред. доктора юрид. наук., професора Шишки Р.Б. Київський інститут інтелектуальної власності та права Національного Університету «Одеська юридична академія» м. Київ, 2021.
- Навчальні посібники:
- 26. Матвійчук В.К., Бондаренко М.О., Трофімов С.В., Самілик Г.М. Практичні питання кваліфікації органами внутрішніх справ злочинів у сфері обслуговування населення. Навчальний посібник. КВШ МВС СРСР. 1984. 65 с.
- 27. Матвейчук В.К., Беседин И.Н. Сравнительная таблица статей общесоюзных уголовных законов и уголовных кодексов РСФСР, Украинской ССР, Молдавской СССР. Учебное пособие. К.: Киевская высшая школа им. Ф.Е. Джерзинского, 1987. С.1 – 69 (220 с.)
- 28. Матвейчук В.К., Диденко В.Б. Раздел XI. Множественность преступлений. Сборник задач по советскому уголовному праву. Общая часть: Учебное пособие. Под ред. доц. В.Б. Диденко. Киев: НИРИО Киевской Высшей школы МВД СССР им. Ф.Э. Дзержинского, 1988. С.48—53 (300 с.)
- 29. Матвійчук В. К. Кримінально-правова боротьба органів внутрішніх справ з отриманням незаконної винагороди від громадян: навчальний посібник. Київ: НИ и РИО Київської вищої школи МВС СРСР, 1989. 72 с.  30. Матвейчук В.К. Получение незаконного вознаграждения от граждан за выполнение работ, связанных с обслуживанием населения. Применение органами внутренних дел уголовного законодательства в борьбе с преступностью в сфере экономики: Учебное пособие. К.: НИ и РИО КВШ МВД СССР, 1991. С. 58—81 (220 с.)
- 31. Матвейчук В. К. Уголовно-правовая борьба органов внутренних дел с преступным загрязнением водных объектов : Учебное пособие. Киев: НИ РИО Украинская кадемія внутренних дел, 1992. 80 с.  32. Матвейчук В. К. Квалификация незаконной охоты: Учебное пособие. Киев: НИ РИО Украинская академия внутренних дел, 1992. 52 с.
- 33. Матвійчук В.К., Клименко В.А., Мисливий В.Л., Мельников М.І. Кримінальне законодавство : Бюлетень законодавства та поточної практики України. К.: Юринком, 1993. №11. 120 с.
- 34. Матвійчук В.К., Іщенко О.М., Єросова І.Ю. Кримінально-правовий захист атмосферного повітря: Навчальний посібник. К.: МВС України. 1994. 64 с.
- 35. Матвійчук В.К. Кондратьєв Я.Ю., Осадчий В.І. Співучасть у злочині: Навчальний посібник. Київ: НАВСУ, 1997. 60 с.
- 36. Матвійчук В.К. Представництво і довіреність: Навчальний посібник.  Київ: Видавництво АСК, 1998. 95 с.
- 37. Матвійчук В.К., Харь І.О. Строки в цивільному праві: Навчальний посібник. Київ: Правові джерела, 1999. 45 с.
- 38. Матвійчук В.К., Костенко О.М., Козаченко І.П., Карпенко М.І. Кримінальне право України. Особлива частина: Практикум. Навчальний посібник. К.: ВНЗ «Національна академія управління»; «Азимут Україна», 2005. 384 с.
- 39. Матвійчук В.К., Костенко О.М., Козаченко І.П. Кримінальне право України. Загальна частина. Навчальний посібник : Практикум ; за заг. руд. Канд. юрид. наук, доцента В.К. Матвійчука. К : КНТ, 2006. 432 с. (МОН)
- 40. Матвійчук В.К., Харь І.О. Цивільне право України. Загальна частина: Практикум. Навчальний посібник. — К.: КНТ, 2006. — 736 с.
- 41. Матвійчук В.К., Харь І.О. Міжнародний комерційний арбітраж: Практикум у семи книгах (Т.1). Навчальний посібник. К.: КНТ, 2007. 244 с.
- 42. Матвійчук В.К., Харь І.О. Міжнародний комерційний арбітраж: Практикум у семи книгах (Т.2). Навчальний посібник. К.: КНТ, 2007. 308 с.
- 43. Матвійчук В.К. Збірник завдань з Кримінального права України. Загальна частина. Навчальний посібник. К.: ВНЗ «Національна академія управління», 2007. 91 с.
- 44. Матвійчук В.К., Гвоздецький В.Д., Зубець Г.І., Зайчук О.В. Кримінальне право України. Особлива частина : Практикум. Навч. Посібник ; за заг. ред. Матвійчука В.К. К.: КНТ, 2008. 256 с. (МОН)
- 45. Матвійчук В.К., Грянка Г.В., Нікітін Ю.В. Адміністративне право України: Практикум. Навчально—практичне видання. К.: ВНЗ «Національна академія управління»: «Азимут Україна». 2009. 144 с.
- 46. Матвійчук В.К., Харь І.О., Цивільне право України (у запитаннях та відповідях): навчальний посібник: Практикум. За заг. ред. В.К. Матвійчука, І.С. Тищука. (І.О. Харь, Ю.В. Нікітін, Р.Б. Прилуцький). К.: ВНЗ «Національна академія управління», 2013. 348 с. (МОН).
- 47. Матвійчук В. К., Кривошея І. І., Гордієнко В. В., Олейничук О. М. Правові аспекти управління навчальними закладами: Навчальний посібник. Умань: ФОП Жовтневий О.О. 2013. 216 с.
- 48. Матвійчук В. К. Нотаріат в Україні: навчальний посібник. Ю.В. Нікітін, С.С. Бичкова, А.Г. Чубенко, В.К. Матвійчук, Є.О. Гіда, Т.П. Устименко. 4-те вид., доп. і перероб. За аг. ред. докт. юрид. наук, професора Ю.В. Нікітіна. К.: ВНЗ «Національна академія управління»; «Алерта», 2016. 586 с.
- 49. Матвійчук В.К. Актуальні проблеми права інтелектуальної власності : Навчальний посібник. В. К. Матвійчук, С. А. Пилипенко, Т. П. Устименко та ін.; За ред. І. С. Тімуш, Ю. В. Нікітіна, В. П. Мироненко. К. : Національна академія управління, 2014. – 352 с.
- 50. Матвійчук В.К. Біржове право. Навчально-методичний комплекс : Навчально-методичний посібник. К.: ВНЗ «Національна академія управління», 2008. 116 с.
- 51. Матвійчук В.К. Кримінальне право України. Загальна частина. Матвійчук В. К., Харь І. О., Карпенко М. І. та ін. Навчально-методичний комплекс : навчально-методичний посібник. К.: ВНЗ «Національна академія управління», 2011. 172 с.
- 52. Матвійчук В.К. Кримінальне право України. Особлива частина. Матвійчук В. К., Харь І. О., Карпенко М. І. та ін. Навчально-методичний комплекс : навчально-методичний посібник. К.: ВНЗ «Національна академія управління», 2011. 211 с.
- 53. Матвійчук В.К. Кримінально-процесуальне право України. Матвійчук В. К., Харь І. О., Карпенко М. І. та ін. Навчально-методичні матеріали : навчально-методичний посібник. К.: ВНЗ «Національна академія управління», 2011. 108 с.
- 54. Матвійчук В.К. Методичні рекомендації з написання і захисту дипломної роботи зі спеціальності правознавство. Матвійчук В. К., Козаченко І. П. та ін. Навчально-методичний посібник. К.: ВНЗ «Національна академія управління» 2011. 55 с.
- 55. Матвійчук В.К. Методичні рекомендації з написання і захисту магістерської роботи зі спеціальності правознавство. Матвійчук В. К., Козаченко І. П. та ін. Навчально-методичний посібник. К.: ВНЗ «Національна академія управління», 2011. 41 с.
- 56. Матвійчук В.К. Харь І.О. Патентознавство та авторське право. Навчально-методичний комплекс : Навчально-методичний посібник. К.: ВНЗ «Національна академія управління»,  2011. 102 с.
- 57. Матвійчук В.К. Харь І.О. Право інтелектуальної власності. Навчально-методичний комплекс : Навчально-методичний посібник. К.: ВНЗ «Національна академія управління», 2011. 205 с.
- 58. Матвійчук В.К. Кримінальне право України. Загальна частина. Практикум: Навчальний посібник. Ю.В. Нікітін, В.А. Мисливий, В.К. Матвійчук та ін.: за заг. ред. В.В. Топчія, Г.В. Дідківської, Е. В. Катеринчук. Вінниця: ТОВ «ТВОРИ», 2020.932 с.  Коментарі:
- 59. Матвійчук В. К. Коментар до ст.ст. 160—163-1 глави VI і до ст.ст. 228—2281 гл. Х КК України : Науково-практичний коментар Кримінального кодексу України за ред.. Я. Ю. Кондратьєва, С.С. Яценка. К.: Юринком, 1994. С. 483—485, 513—527, 743—751 (800 с.)
- 60. Матвійчук В. К. Коментар до ст.ст. 160—163-1 глави VI і до ст.ст. 228—228-1 гл. Х КК України : Науково-практичний коментар Кримінального кодексу України за ред.. Я. Ю. Кондратьєва, С.С. Яценка. К.: Юринком, 1995. С. 483—485, 513—527, 743—751 (820 с.)
- 61. Матвійчук В. К. Коментар до ст.ст. 160—163-1 глави VI і до ст.ст. 228—228-1 гл. Х КК України : Науково-практичний коментар Кримінального кодексу України за ред.. Я.Ю. Кондратьєва, С.С. Яценка. К.: Юринком, 1997. С. 483—485, 513—527, 743—751 (899 с.)
- 62. Матвейчук В.К. Комментарий к ст.ст. 160—163-1 гл. VI и ст.ст. 228—228-1 гл. Х УК Украины. Уголовный кодекс Украины: научно—практический комментарий; отвествен. Редактор С.С. Яценко, В.И. Шакун. К.: Правові джерела, 1998. С.658—674; 944—953. (1110 с.).
- 63. Матвійчук В.К., Харь І.О. Науково-практичний коментар до Кодексу адміністративного судочинства України в двох томах. Т.1. Науково-практичний коментар. Т.1. За заг. ред. В.К. Матвійчука. К.: КНТ, 2007. 788 с.
- 64. Матвійчук. В.К., Харь І.О. Науково-практичний коментар до Кодексу адміністративного судочинства України в двох томах. Т.2 ; за заг. ред. В.К. Матвійчука. К. ; КНТ, 2007. 701 с.
- 65. Матвійчук В.К., Харь І.О. Науково-практичний коментар до Кодексу адміністративного судочинства України ; зі змінами та доповненнями. в 2—х томах. Т. 1; За заг. ред. В.К. Матвійчука. К.: Алерта КНТ, 2008. 752 с.
- 66. Матвійчук В.К., Харь І.О. Кодекс адміністративного судочинства України. Науково-практичний коментар. Зі змінами та доповненнями. В 2-х томах. Том 2. ; За заг. ред. В.К. Матвійчука. К.: Алерта, КНТ, 2009. 799 с.
- 67. Матвійчук В.К., Харь І.О. Науково-практичний коментар до Кримінально-процесуального кодексу України ; За заг. ред. В.К. Матвійчука. К.: Алерта КНТ; ЦУП. 2010. 460 с.
- Довідники:
- 68. Матвейчук В.К. Энциклопедия охотника. Зайчук О.В., Матвійчук В.К. та ін., Киев: Изд-во «Украинская энциклопедия», 1996 р. 980 с.
- 69. Матвійчук В.К., Харь І.О. Злочини проти довкілля. Злочини проти екологічної безпеки. Велика українська юридична енциклопедія : у 20т. Том 17 : Кримінальне право / редкол.: В. Я. Тацій (голова), В. І. Борисов (заст. голови) та ін. ; Нац. акад. прав. наук України ; Ін-т держави і права ім. В.М. Корецького НАН України ; Нац. юрид. ун-т ім. Ярослава Мудрого. 2017. С. 310-313; 313-315. (1064 с.).
- Збірники Конференцій:
- 70. Матвійчук В.К. Актуальні проблеми юридичної науки - 2010 [Текст] : матеріали міжнар. наук.-практ. конф. : [у 2 ч.] / [за заг. ред. В. К. Матвійчука, Ю. В. Нікітіна, Н. Б. Болотіної] ; ВНЗ «Нац. акад. упр.», Журн. «Юридична наука». К. : Нац. акад. упр., 2011. Ч. 1. 2011. 428 с.
- 71. Матвійчук В.К. Актуальні проблеми юридичної науки - 2010 [Текст] : матеріали міжнар. наук.-практ. конф. : [у 2 ч.] / [за заг. ред. В. К. Матвійчука, Ю. В. Нікітіна, Н. В. Болотіної] ; ВНЗ «Нац. акад. упр.», Журн. «Юридична наука». К. : Нац. акад. упр., 2011. Ч. 2. 2011. 326 с.
- 72. Матвійчук В.К. Збірник наукових статей магістрантів та спеціалістів юридичного факультету Національної академії управління / [редкол.: В.К. Матвійчук та ін.]. – К.: Національна академія управління, 2012. – 486 с.
- 73. Матвійчук В.К. Сучасні тенденції та перспективи розвитку юридичної науки в Україні: Збірник наукових статей магістрантів та спеціалістів юридичного факультету Національної академії управління / Ред. кол.: д.ю.н., проф. В.К. Матвійчук, Н.Б. Болотіна, Ю.О. Заїка та ін. – 2011. – К.: Національна академія управління, 2011. – 396 с.
- 74. Матвійчук В.К. Актуальні проблеми юридичної науки – 2012 : Матеріали міжнародної науково-практичної конференції, (Київ, 14 грудня 2012 р.) / За заг. ред. В.К. Матвійчука, Ю.В. Нікітіна, М.І. Карпенка. – К., 2013. – 506 с.
- 75. Матвійчук В.К. Актуальні проблеми юридичної науки – 2014 : [Матеріали міжнародної науково-практичної конференції], (Київ, 21 березня 2014 р.) / За заг. ред. д.ю.н., професора В. К. Матвійчука, д.ю.н., доцента Ю. В. Нікітіна, д.ю.н., професора Є. О. Гіди. – К. : ВНЗ «Національна академія управління», 2014. – 324 с.
- 76. Матвійчук В.К. Збірник наукових статей магістрантів та спеціалістів юридичного факультету Національної академії управління / [редкол.: В.К. Матвійчук та ін.]. – К.: Національна академія управління, 2013. – 638 с.
- 77. Матвійчук В.К. 10 років чинності Кримінального кодексу України: проблеми застосування, удосконалення та подальшої гармонізації із законодавством європейських країн: матеріали міжнар. наук.-практ. конф., 13-14 жовт. 2011 р. В.Я Тацій, ВВ Сташис, ВД Швець, АВ Наумов. Харків. 2011 229 с.
- Монографії, підручники за загальною редакцією д.ю.н., проф., Матвійчука В.К.
- 78. Воробей, Петро Адамович. Кримінальна відповідальність за незаконну торговельну діяльність [Текст] ; За заг. ред. В. К. Матвійчука ; Українська академія внутрішніх справ. К. : [б.в.], 1996. 115 с.
- 79. Кучер, Володимир Іванович. Кримінально-правові проблеми вчинення злочинів способом особливо жорстокого поводження [Текст]; заг. ред. В. К. Матвійчук ; Вищий навчальний заклад "Національна академія управління". К. : Азимут-Україна, 2004. 119 с.
- 80. Карпенко, Микола Іванович. Кримінальна відповідальність за порушення статутних правил взаємовідносин між військовослужбовцями за відсутності відносин підлеглості [Текст] : кримінально-правове та кримінологічне дослідження ; заг. ред. В. К. Матвійчук. К. : КНТ, 2007. 232 с.
- 81. Денисов С.Ф. Детермінанти злочинності і моделі кримінологічної превенції злочинів молоді : монографія ; науковий редактор Матвійчук В.К., доктор юрид. наук., професор. Запоріжжя : Вид-во КПУ, 2010. 396 с.
- 82. Карпенко, Микола Іванович. Військові злочини: характеристика, методика розслідування та запобігання [Текст] : посібник / М. І. Карпенко ; за заг. ред. д-ра юрид. наук, проф., засл. працівника нар. освіти України В. К. Матвійчука. - К. : Дакор, 2013. 471 с.
- 83. Карпенко, Микола Іванович. Злочини проти встановленого порядку несення військової служби (військові злочини) [Текст] : наук.-метод. посіб. ; за заг. ред. д-ра юрид. наук, проф., засл. працівника нар. освіти України В. К. Матвійчука. Харків : Право, 2016. 315 с.
- 84. Карпенко, Микола Іванович. Злочини проти встановленого порядку несення військової служби (військові злочини) [Текст] : наук.-метод. посіб. / М. І. Карпенко ; за заг. ред. д-ра юрид. наук, проф., заслуж. працівника нар. освіти України В. К. Матвійчука. - 2-ге вид., допов. Харків : Право, 2017. 315 с.
- 85. Карпенко М. І. Злочини проти встановленого порядку несення військової служби (військові злочини): теоретичні та прикладні аспекти [Текст] : монографія ; за заг. ред. д-ра юрид. наук, проф., засл. працівника народ. освіти України В. К. Матвійчука ; Нац. акад. упр. Київ : Нац. акад. упр., 2018. 419 с.
- 86. Карпенко М. І. Військові злочини : питання теорії, законодавства і практики : Монографія ; за заг. ред. доктора юрид. наук, професора, Заслуженого працівника народної освіти України В.К. Матвійчука. Київ : ЗВО «Національна академія управління», 2019. 458 с.
- 87. Курилюк, Юрій Богданович. Державний кордон і правопорядок (законодавство, теорія, практика) [Текст] : монографія ; [відп. ред. В. К. Матвійчук]. Київ : Дакор, 2020. 445 с.
- Має понад 400 статей та тез конференцій.
- Підготував 3-х докторантів та 14 аспірантів із захисту докторських та кандидатських дисертацій зі спеціальтності 12.00.08 - Кримінальне право та кримінологія; кримінально-виконавче право.